# Charles Holland (1733-1769)
Charles Holland (Londres, Inglaterra, 12 de marzo de 1733 - ib. 7 de diciembre de 1769) fue un actor de teatro británico.

## Biografía
Hijo de un panadero, nació el 12 de marzo de 1733 en el suburbio de Chiswick, en Londres (Inglaterra). Debutó en el Teatro Drury Lane, donde en 1755 interpretó el papel principal de Oroonoko y junto a otros actores como John Palmer, Richard Yates y Susannah Maria Cibber. Fue el intérprete original de Florizel en la adaptación de la obra The Winter's Tale, de William Shakespeare, y trabajó a las órdenes de David Garrick, quien le admiraba y escribió un epitafio elogioso para su monumento en la iglesia de Chiswick. 
Su sobrino, también llamado Charles Holland, siguió sus pasos y se convirtió en actor.